# Jabez Delano Hammond
Jabez Delano Hammond (* 2. August 1778 in New Bedford, Massachusetts; † 18. August 1855 in Cherry Valley, New York) war ein US-amerikanischer Arzt, Jurist, Autor und Politiker. Zwischen 1815 und 1817 vertrat er den Bundesstaat New York im US-Repräsentantenhaus.

## Werdegang
Jabez Delano Hammond  wurde während des Unabhängigkeitskrieges in New Bedford geboren. Er besuchte Preparatory Schools. Dann studierte er Medizin. 1799 begann er in Reading (Vermont) zu praktizieren. Er studierte Jura. Nach dem Erhalt seiner Zulassung als Anwalt begann er 1805 in Cherry Valley zu praktizieren. 1812 wurde er zum Trustee der Village von Cherry Valley gewählt. Er saß im Council of Appointment.
Als Gegner einer zu starken Zentralregierung schloss er sich in jener Zeit der von Thomas Jefferson gegründeten Demokratisch-Republikanischen Partei an. Bei den Kongresswahlen des Jahres 1814 für den 14. Kongress wurde er im 15. Wahlbezirk von New York in das US-Repräsentantenhaus in Washington, D.C. gewählt, wo er am 4. März 1815 die Nachfolge von Joel Thompson und Isaac Williams junior antrat, welche zuvor zusammen den Distrikt im US-Repräsentantenhaus vertreten hatten. Er schied nach dem 3. März 1817 aus dem Kongress aus.
Nach seiner Kongresszeit ging er in Cherry Valley wieder der Tätigkeit als Anwalt nach. Zwischen 1817 und 1821 saß er im Senat von New York. Er zog 1822 nach Albany und von dort 1838 wieder nach Cherry Valley. Während dieser Zeit praktizierte er als Anwalt, widmete sich aber auch literarischen Schaffens. 1838 wählte man ihn zum Richter im Otsego County – eine Stellung, die er fünf Jahre lang innehatte. Danach war er als County Superintendent of Schools tätig. Man berief ihn am 10. Mai 1845 in den State Board of Regents, wo er bis zu seinem Tod tätig war. Er verstarb am 18. August 1855 in Cherry Valley und wurde dann auf dem gleichnamigen Friedhof beigesetzt.

## Werke
- Jabez Delano Hammond und Erastus Root: „The History of Political Parties in the State of New-York, from the Ratification of the Federal Constitution to 1840“, H. & E. Phinney, 1846.
- Jabez Delano Hammond: „The history of political parties in the state of New-York: from the ratification of the federal constitution to December, 1840...“, C. Van Benthuysen, 1848.
- Life and Opinions of Julius Melbourn, 1847.
- Life of Silas Wright, 1848.